# 샤론 벨

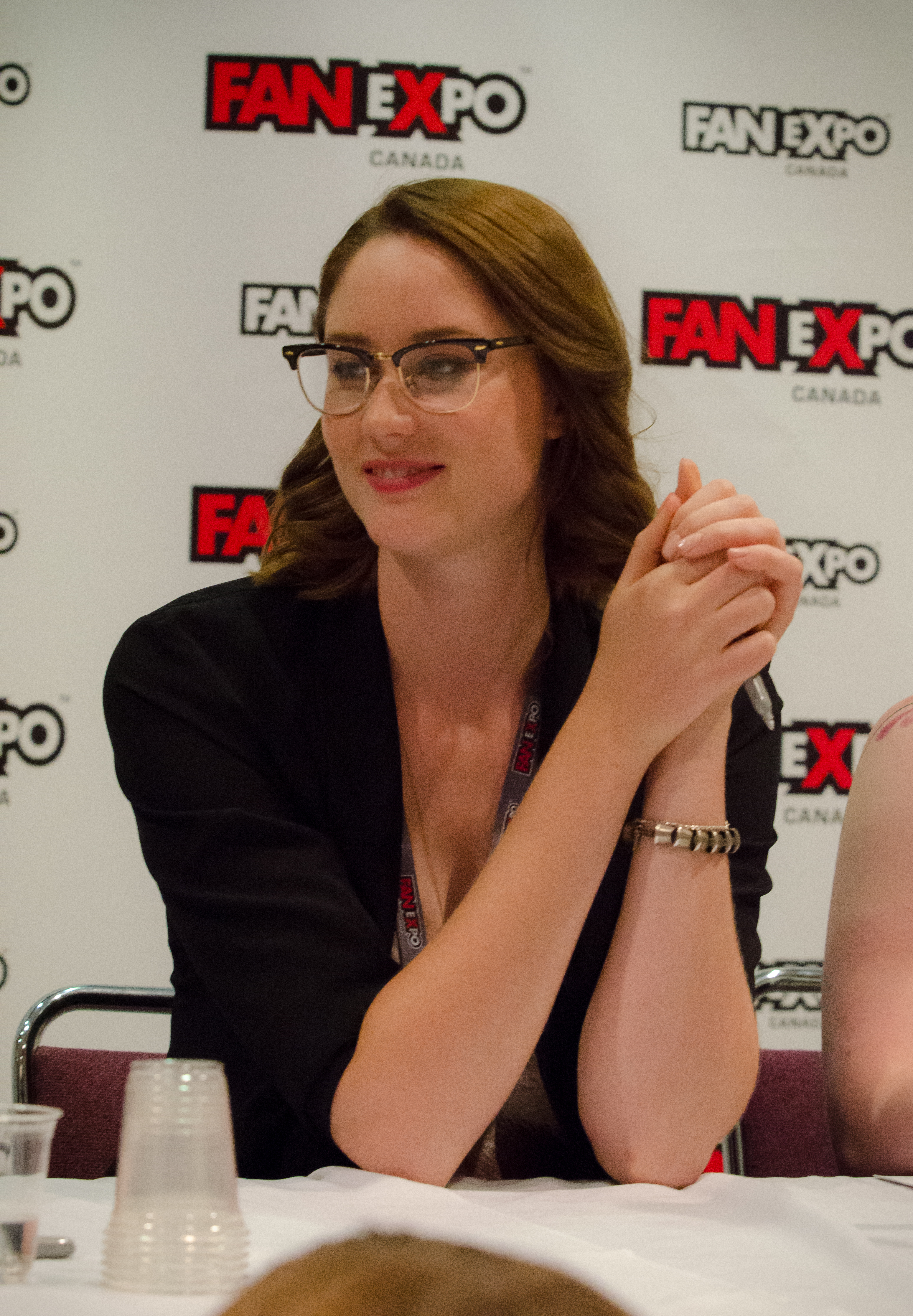

샤론 벨(Sharon Belle, 1993년 5월 7일 ~ )은 캐나다의 배우이다.

## 영화
- 더 컨트롤 (2018년) - 소피 역
- 아폴로 프로젝트 (2016년)